# جورج فرازير بلاك
جورج فرازير بلاك (بالإنجليزية: George Fraser Black)‏ هو أمين مكتبة ومؤرخ أمريكي، ولد في 1866، وتوفي في 1948.